# Hélène Roberge
Hélène Roberge est une réalisatrice et une productrice québécoise.  Elle a débuté en 1962, au service des émissions féminines.  Elle faisait partie incidemment de la première équipe de l'émission télévisée Femme d'aujourd'hui.

## Filmographie

### Comme réalisatrice
- 1968 : Fanfreluche (série télévisée)
- 1971 : Nic et Pic (série télévisée)
- 1977 : Chez Denise (série télévisée)
- 1979 : Siocnarf (série fantastique)
- 1984 : Le Parc des braves (série TV)
- 1985 : Monsieur le ministre (série TV)

### Comme productrice
- 1975 : Nic and Pic (série télévisée)